# Horní Jiřetín
Horní Jiřetín (en allemand : Obergeorgenthal, forme populaire : Ober-Görten) est une ville du district de Most, dans la région d'Ústí nad Labem, en Tchéquie. Sa population s'élevait à 2 242 habitants en 2021.

## Géographie
Horní Jiřetín se trouve à 11 km au nord-ouest du centre de Most, à 38 km à l'ouest-sud-ouest d'Ústí nad Labem et à 85 km au nord-ouest de Prague.
La commune est limitée par Nová Ves v Horách au nord-ouest et au nord, par Litvínov au nord-est et à l'est, par Most au sud, et par Vysoká Pec au sud-ouest.

## Histoire
La première mention écrite de la localité date de 1263.

## Lieux et monuments
- Église baroque de l'Assomption de la Sainte Marie de 1694-1700 ; dans l'église se trouvent les reliques des saints romains Justine et Donatus, qui ont été placés dans la catacombe.
- Château de Jezeří (château d'Eisenberg), construit à l'origine dans le style Renaissance en 1549, a été reconstruit en château baroque au XVIIIe siècle.
- Parc Eisenberg : les vestiges d'un splendide parc du château, qui était situé au sud du château. Aujourd'hui, seule la partie inférieure, également appelée « Arboretum d'Eisenberg », est conservée. Dans le parc poussent de vieux chênes, des tilleuls, des hêtres et d'autres arbres précieux.
- Pierre commémorative de l'ancien Niedergeorgenthal, à 100 m au nord de la poste

## Transports
Par la route, Horní Jiřetín se trouve à 14 km de Most, à 48 km d'Ústí nad Labem et à 98 km de Prague.